# ライヴ・ライミン
『ライヴ・ライミン』（Paul Simon in Concert: Live Rhymin'）は、ポール・サイモンが1974年に発表したライブ・アルバム。

## 概要
サイモンは1973年から1974年にかけてツアーを行った。その中でインディアナ州のノートルダム大学とニューヨークのカーネギー・ホールで行ったライブ音源がこのアルバムのために使用された。サイモンの弾き語りのみのものもあるが、多くの曲でウルバンバ（ロス・インカスのホルヘ・ミルチベルグが1972年に結成したグループ）とジェシー・ディクソン・シンガーズが演奏に加わっている。
1974年4月13日発売。エンジニアはフィル・ラモーン、デヴィッド・グリーン、リチャード・ブレイキン。ジャケットの写真はジャネット・ヴィンセント。
各国のチャートは以下のとおり。アメリカ33位、カナダ27位、ノルウェー19位、日本9位。

## 収録曲
特記なき楽曲はポール・サイモン作詞・作曲。 
Side 1
1. 母と子の絆 - Mother and Child Reunion - 2:47
2. 早く家へ帰りたい - Homeward Bound - 2:45
3. アメリカの歌 - American Tune - 3:58
4. ダンカンの歌 - Duncan - 4:08
5. コンドルは飛んで行く - El Condor Pasa (Daniel Alomía Robles) - 5:11
6. ボクサー - The Boxer - 6:11

Side 2
1. 僕とフリオと校庭で - Me and Julio Down by the Schoolyard - 4:00
2. サウンド・オブ・サイレンス - The Sound of Silence - 4:27
3. ジーザス・イズ・ジ・アンサー - Jesus Is the Answer (Andraé Crouch) - 3:28
4. 明日に架ける橋 - Bridge Over Troubled Water - 7:10
5. 母からの愛のように - Loves Me Like a Rock - 3:16
6. アメリカ - America - 4:35

### 2011年再発盤ボーナストラック
1. 僕のコダクローム - Kodachrome - 2:55
2. 何かがうまく - Something So Right - 4:34